# Source
Source — игровой движок, разработанный компанией Valve Corporation для собственного использования и лицензирования другими разработчиками. Получил наибольшую известность благодаря использованию в Half-Life 2 (2004). В дальнейшем применялся в других играх серии Half-Life, серии Counter-Strike, а также в Portal и Portal 2, Team Fortress 2, Dota 2, Titanfall и Titanfall 2, Apex Legends, Dear Esther и многих других.

## История разработки
История разработки движка Source берёт начало в 1998 году: когда разработчики завершали работу над первой игрой своей студии, Half-Life, они поняли, что существуют наработки, которые бы им хотелось внедрить в её движок, но решили не рисковать, вводя новые решения в почти готовую игру, и разделить код движка:
Эрик Джонсон, разработчик Valve: 

«Когда мы были очень близки к релизу Half-Life (где-то в неделе до него), мы поняли, что есть несколько проектов, которые надо начинать разрабатывать, но мы не могли рисковать, что-то меняя в коде выходящей версии игры. Мы решили разделить код в VSS (Microsoft Visual SourceSafe) на $/GoldSrc и /$Src. В течение нескольких лет мы использовали эти термины непосредственно как «GoldSource» и «Source». По крайней мере, первоначально ветка кода GoldSrc относилась к исходному коду уже выпущенной версии, а Src относилась к будущему варианту, с более рискованной технологией, над которой мы работали. Когда пришло время показывать Half-Life 2 в первый раз на выставке Е3, это была часть нашего внутреннего общения, ссылаться на Source движок против движка GoldSource, и название прижилось.»
Таким образом, название Source стали использовать для описания нового движка, а GoldSource стало названием предыдущего поколения технологии. Название в дословном переводе означает «исходник, источник», однако слово source также употребляется в словосочетании source code — исходный код.
Первыми играми на этом движке стали Half-Life: Source (выпущенная в июне 2004 года, и ставшая переизданием оригинальной Half-Life с использованием старых ассетов) и Counter-Strike: Source (выпущенная в октябре 2004 года, и ставшая своеобразной демонстрацией движка: используя новые материалы, переработанные карты и преимущества физического движка, она воссоздавала оригинальный Counter-Strike на GoldSrc, но в новом качестве).
Немногим позже, в ноябре того же года, было выпущено полноценное продолжение Half-Life — Half-Life 2, сюжетный научно-фантастический шутер, получивший, впоследствии, множество наград и отмеченный как имеющий графику, являющуюся одной из наиболее прогрессивных для своего времени. Half-Life 2, находившаяся в разработке более шести лет, впоследствии стала наиболее знаковой игрой, использующей Source. В этой игре очень активно применялся физический движок, в основу которого лег Havok, лицензированный Valve; при его помощи построены многочисленные головоломки, основанные на игре с физическими законами (в дальнейшем подобная тематика была сильно развита в другом проекте Valve — Portal 2007 года, во главу угла которой поставлена идея телепортации). Помимо развитой физический модели, Half-Life 2 отличалась наиболее передовой для своего времени технологией лицевой анимации. Графический движок, использующий DirectX девятой версии, также отличался сильной оптимизацией и мог работать на старых моделях видеокарт, понижая своё качество графики и переходя на более ранние версии DirectX, вплоть до шестой.
В дальнейшем Source, чья структура описана разработчиками как крайне гибкая и модульная, был использован в большинстве игр компании, постоянно подвергаясь доработкам и усовершенствованиям. Было добавлено множество современных эффектов, а также расширены разные возможности движка, в том числе, например, и по работе с локациями больших размеров (начиная с Half-Life 2: Episode Two, 2007), добавлены новые платформы к списку поддерживаемых: изначально Source был доступен на Windows; позднее добавились Xbox, Xbox 360, PlayStation 3, с 2010 года — Mac; с 2012 года — GNU/Linux (первой портированной на Linux игрой стала Team Fortress 2), и т. д.

### Дальнейшее развитие
В 2015 году компанией была анонсирована новая итерация движка, названная Source 2. Анонс состоялся на конференции разработчиков видеоигр Game Developers Conference 2015.
Кроме того, существуют модифицированные другими студиями для своих нужд версии движка Source, которые не предлагались для лицензирования. Например, Titanfall, Titanfall 2 и Apex Legends используют существенно модифицированные силами Respawn Entertainment версии Source. В качестве изменений, внесенных в движок Titanfall 2: доработанный рендер (работает только под управлением DirectX 11), измененное освещение с добавлением ambient occlusion, другой метод сглаживания (MSAA) и пр. Расширен список аппаратных платформ: помимо Windows, игра вышла также на PlayStation 4 и Xbox One.

## Технические характеристики

Скриншот из Half-Life 2: перестрелка на одном из уровней в оригинальной версии игры.

HDR-рендерининг, ставший главной особенностью одного из обновлений Source.

Source является игровым движком, поэтому содержит в себе связку различных компонентов, в числе которых: графический движок, физический движок и т. п.

Одно из изменений в движке Source — измененное освещение персонажей (слева — оригинальная HL2, справа — Episode One.

Одной из особенностей движка является его система анимации персонажей, в частности, лицевая анимация, которая содержит множество средств для создания выразительной мимики и точной синхронизации речи актёров с анимацией; также движок отличает продвинутый игровой искусственный интеллект, который может эффективно управлять противниками или союзниками игрока; графический движок был одним из первых, где применялись сложные шейдерные эффекты; в играх на движке активно использовалась шейдерная вода, отражающая окружающий мир.

### Физический движок
Source использует собственный физический движок VPhysics, созданный на основе Havok (первоначально базировался на Ipion Virtual Physics, который позднее был куплен компанией Havok и превращен в одноимённый движок). Он позволяет рассчитывать многие физические объекты, такие как твёрдые тела, гибкие тела, верёвки, поверхности и т. п. Существует возможность создания реалистичных транспортных средств, от машины до катера на воздушной подушке и вертолёта. Для просчёта поведения транспортного средства на дороге или в воздухе используется много параметров, например сцепление колёс с дорогой, масса машины. Для придания реалистичного движения телу, используется физика «тряпичной куклы»; созданная заранее анимация может смешиваться с физикой реального времени.

## Версии движка Source
С развитием Source, в него были добавлены: HDR-рендеринг, динамическое освещение и затенение с возможностями самозатенения объектов, мягкими тенями от объектов (присутствует возможность использования традиционных карт освещения), многоядерный рендеринг для многоядерных процессоров, развитая система частиц и прочие обновления.
Ниже указаны различные внутренние версии движка Source (названия версий можно узнать в ряде случаев из консоли или из SDK).
- Ранние версии (2003) — ранняя версия движка применялась в утекшей в Сеть в 2003 году бета-версии Half-Life 2: игра была визуально похожа на Half-Life на GoldSource и не содержала множества технологий. Меню и GUI в целом были также полностью аналогичны таковым из релизных HL1 и Counter-Strike 1.6[24] На другой версии движка, уже близкой к дебютировавшей с Half-Life 2, создавалась игра Vampire: The Masquerade — Bloodlines.
- Source Engine 2004 (Source Engine 6) — первая релизная версия движка, впервые примененная в Half-Life 2. Изначально поддерживает масштабирование, возможность обновлений, шейдерный рендеринг, лицевую анимацию, а также динамическое освещение. До 2005 года использовалась в: Half-Life 2, Counter-Strike: Source, Half-Life 2: Deathmatch, Half-Life: Source. Обновлена до Source Engine 7.
- Source Engine 2005 (Source Engine 7) — обновлённая версия. По сравнению с предшественницей, поддерживает High Dynamic Range Rendering, для демонстрации новых технологий освещения разработчики выпустили Half-Life 2: Lost Coast, в сущности эта игра представляет собой уровень, не попавший в финальную версию Half-Life 2. Движок считается устаревшим, используется в: Half-Life 2: Lost Coast; до 2006 года использовался в: Half-Life 2: Deathmatch, Counter-Strike: Source, Half-Life Deathmatch: Source, Day of Defeat: Source; до 2010 года в Half-Life 2; до 2014 года — в Half-Life: Source.
- Source Engine 2006 (Source Engine 7: Base Source Engine 2); с комплектом разработчика: Source SDK Base 2006 — третья версия движка, на которой были выпущены несколько игр. Также на нём до 2010 года базировался ряд многопользовательских игр Valve. Он был обновлен и поддерживает обновленную лицевую анимацию, многоядерный рендеринг и обновленный HDR. Для этой версии движка было выпущено большое количество модификаций (кроме того, выпущенные для более ранних версий модификации совместимы и с этой версией), которые не работоспособны на более поздних версиях, поэтому авторами модификаций она все ещё используется. Использована в Half-Life Deathmatch: Source, SiN Episodes: Emergence, Dark Messiah of Might and Magic; до 2009 года использовалась в Day of Defeat: Source; до 2010 года в Half-Life 2: Episode One, Half-Life 2: Deathmatch, Counter-Strike: Source, Garry’s Mod.
- Source Engine 2007 (Source Engine 14); с комплектом разработчика: Source SDK Base 2007 — четвёртая версия движка, сильно доработана и обновлена, использовалась впервые в играх Valve сборника The Orange Box; обновлен шейдерный рендеринг, значительно доработано динамическое освещение и затенение, также появилась система мягких частиц и была добавлена кинематографическая физика, возможность, которая существенно расширила применение физического движка. Движок содержит значительные изменения по сравнению с Source Engine 7, поэтому игровые модификации, выпущенные для более ранних версий, не совместимы с данной и более поздними версиями. До 2010 года в Half-Life 2: Episode Two, Portal, Team Fortress 2, Day of Defeat: Source.
- Source Engine 2008 (Source Engine 14: Base Source 3) — очередная версия движка с улучшенной кинематографической физикой и некоторыми визуальными эффектами (например, глубиной резкости); применена в Left 4 Dead.
- Source Engine 2009 (Source Engine 15) — шестая, сильно доработанная версия движка; обновлены все функции, значительно доработана система частиц, лицевая анимация, масштабирование и возможность обновлений. Выпущена с игрой Left 4 Dead 2, позднее до этой версии были обновлены более ранние игры Valve. Используют: Left 4 Dead 2, Zeno Clash, Postal III; с сентября 2010 года: Counter-Strike: Source, Half-Life 2, Half-Life 2: Deathmatch, Half-Life 2: Episode One, Half-Life 2: Episode Two, Portal, Team Fortress 2.
- Source Engine 2010 (Source Engine 17) — седьмая версия движка. Используется в: Day of Defeat: Source, Bloody Good Time.
- Source Engine 2011 — используется в Portal 2, Black Mesa, Dota 2, Counter-Strike: Global Offensive, The Stanley Parable.
- Source Engine Multiplayer (Source Engine 19) — вариант движка, адаптированный для нужд многопользовательских игр; до 2010 года использовали: Counter-Strike: Source, Team Fortress 2, Day of Defeat: Source, Half-Life 2: Deathmatch, Garry’s Mod.
- Source Engine Multiplayer (Source Engine 21) — до 2012 года использовали: Counter-Strike: Source, Team Fortress 2, Day of Defeat: Source, Half-Life 2: Deathmatch, Garry’s Mod.
- Source Engine Multiplayer (Source Engine 23) — улучшена работа с возможностью Big Picture Mode в Steam; до 2013 года использовалась в: Counter-Strike: Source, Team Fortress 2, Day of Defeat: Source, Half-Life 2: Deathmatch, Garry’s Mod.
- Source Engine 2013 (Source Engine 24); с инструментарием Source SDK Base 2013 — одна из последних версий движка, на которую Valve перевели большую часть своих игр[25]. В числе изменений: для оптимизации использования дискового пространства было решено отказаться от использования громоздких .GCF-файлов (архивов с ресурсами игр), в пользу файловой системы под кодовым именем SteamPipe. Игры на новом движке устанавливаются теперь в каталог Steam\SteamApps\Common, а файлы игры хранятся в .VPK-файлах. Для игр Counter-Strike: Source, Team Fortress 2 и Half-Life 2: Deathmatch создана удобная система добавления пользовательского контента (модификаций): присутствует папка custom, в которой создаётся папка с произвольным именем, и уже в неё складываются классические папки материалов модификации (materials, models и т. д.). Добавлена совместимость с Linux. С 2013 года используется в: Half-Life: Source, Half-Life 2, Half-Life 2: Deathmatch, Half-Life 2: Lost Coast, Half-Life 2: Episode One, Half-Life 2: Episode Two, Counter-Strike: Source, Day of Defeat: Source, Portal, Team Fortress 2, Dota 2, Garry’s Mod, Tactical Intervention, Alien Swarm.

## Средства разработки
Аспекты разработки на движке Source хорошо документированы. Подробное описание всех терминов, связанных с разработкой, и прочую информацию, можно найти в официальной вики разработчиков Valve, Valve Developer Community.
В Steam доступен к свободной загрузке набор инструментов для работы с движком и создателей модов, называющийся Source SDK.
Source SDK — набор утилит для создания модификаций на движке Source, бесплатно доступный через Steam игрокам. В набор входят: Valve Hammer Editor (редактор карт), Faceposer (утилита для создания лицевой анимации моделей), Model Viewer (программа просмотра моделей формата .MDL).
Помимо трёх основных утилит набор, включает утилиту для распаковки базовых файлов при создании новой модификации, а также файлы исходного кода библиотек части игр Valve, что позволяет вручную создавать игры с изменёнными характеристиками без декомпиляции движка. Однако для компиляции новых файлов необходимо знание языка C++ и компилятор (например, Visual Studio).
В качестве архивов с ресурсами изначально применялись файлы формата GCF (Game Cache File), который позднее был заменен на формат VPK (Valve Pak).

## Игры, использующие Source
Движок Source стал технологической основой при разработке разнообразных игр: на нем построены все игры самой компании Valve, выходившие в период с 2004 по 2016 годы, такие как Half-Life 2, Half-Life 2: Episode One, Half-Life 2: Episode Two, Portal, Portal 2, Left 4 Dead, Left 4 Dead 2, Team Fortress 2, Dota 2, Counter-Strike: Source, Counter-Strike: Global Offensive и многие другие.
Движок пользовался спросом у сторонних компаний, в числе игр на лицензированном Source: Vampire: The Masquerade — Bloodlines, Dark Messiah of Might and Magic, Dear Esther, Tactical Intervention, The Stanley Parable, Titanfall, Titanfall 2, Apex Legends и прочие.
Для Source-игр было выпущено много пользовательских модификаций (для запуска модификации может быть необходима игра, для которой он сделан, однако часто возможен запуск модификации и самой по себе), некоторые из которых переросли в самостоятельные игры. В их числе: Synergy, Insurgency: Modern Infantry Combat, Dystopia, NeoTokyo, Garry’s Mod, Age of Chivalry, D.I.P.R.I.P., Eternal Silence, Zombie Panic! Source, Pirates, Vikings and Knights II, Black Mesa: Source, No More Room in Hell, Lambda Wars.